# Kasoelbach
Der Kasoelbach (auch Rilpesbach) ist ein linker Zufluss des Thommerbaches im Landkreis Trier-Saarburg, Rheinland-Pfalz. Er hat eine Länge von 2,3 km und ein Einzugsgebiet von 1,7 km².
Der Kasoelbach entspringt in der Nähe des Hinkelsteines bei Thomm, bildet dann die Gemarkungsgrenze zwischen Thomm und Waldrach und fließt bei Fell in den Thommerbach, einen linken Zufluss des Feller Baches.
Im Tal des Kasoelbaches wurde früher Schieferbergbau betrieben.